# Dichochrysa hamata
Dichochrysa hamata is een insect uit de familie van de gaasvliegen (Chrysopidae), die tot de orde netvleugeligen (Neuroptera) behoort. 
Dichochrysa hamata is voor het eerst wetenschappelijk beschreven door Tjeder in 1966.